# Synagoga Döbling w Wiedniu
Synagoga Döbling w Wiedniu (niem. Synagoge Döbling in Wien) – nieistniejąca synagoga, która znajdowała się w Wiedniu, stolicy Austrii, przy Dollinergasse 3.
Synagoga została zbudowana w 1907 roku, według projektu architekta Juliusa Wohlmuta. Służyła żydowskiej społeczności zamieszkującej dzielnicę Döbling. Podczas nocy kryształowej z 9 na 10 listopada 1938 roku, bojówki hitlerowskie spaliły synagogę.  Obecnie na jej miejscu stoi nowoczesny dom mieszkalny.